# 野口洋平
野口 洋平（のぐち ようへい、1975年 - ）は、日本の観光学者。杏林大学外国語学部観光交流文化学科応用コミュニケーション学科・観光文化コース准教授。
川村学園女子大学非常勤講師、法政大学兼任講師、立教大学兼任講師。日本観光ホスピタリティ教育学会役員。
東京都杉並区出身。

## 略歴
- 1993年3月 ‐ 東邦大学付属東邦高等学校卒業
- 1999年3月 ‐ 立教大学社会学部観光学科卒業
- 2001年3月 ‐ 立教大学大学院観光学研究科観光学専攻博士課程前期課程修了（修士観光学）
- 2004年3月 ‐ 同後期課程単位取得満期退学
- 2004年4月 ‐ 鈴鹿国際大学国際学部観光学科専任講師
- 2006年4月 ‐ 杏林大学外国語学部応用コミュニケーション学科専任講師
- 2009年10月 ‐ 同准教授
- 2010年4月 ‐ 同観光交流文化学科准教授（現在）
- 2010年4月 ‐ 川村学園女子大学生活創造学部観光文化学科非常勤講師[3]
- 2010年4月 ‐ 立教大学観光学部兼任講師
- 2014年4月 ‐ 法政大学現代福祉学部兼任講師

## 著書
- 観光事業論講義 (2005年・共著)